# Aneilema gillettii
Aneilema gillettii är en himmelsblomsväxtart som beskrevs av John Patrick Micklethwait Brenan. Aneilema gillettii ingår i släktet Aneilema och familjen himmelsblomsväxter. Inga underarter finns listade.